# Archaeoindris
Archaeoindris fontoynonti
Genre
Espèce
Répartition géographique
Synonymes
Lemuridotherium Standing, 1910
Archaeoindris  est un genre éteint de lémuriens originaires de Madagascar de la famille des Palaeopropithecidae. Il n'inclut qu'une seule espèce, Archaeoindris fontoynonti.

## Description
Il s'agit du plus grand primate à avoir évolué sur Madagascar. Il pesait environ 200 kg et mesurait environ 1,5 m de hauteur, soit plus qu'un gorille « dos argenté ». Initialement, sa grande taille et l'anatomie de son fémur ont suggéré un mode de vie similaire à celui d'un paresseux vivant sur le sol et l'on croyait Archaeoindris être presque exclusivement terrestre,. Lorsque plus de matériel fossile a été mis au jour, il s'est avéré que ses bras et ses jambes étaient plus adaptés pour une escalade lente, lourde. La courbure des phalanges chez les primates est corrélée avec la fonction de la main et du pied ; les espèces arboricoles comme l'orang-outan possèdent des phalanges plus incurvées. Les Palaeopropithecidae, dont fait partie Archaeoindris, se caractérisent par des phalanges proximales courbées, proches de celle des orangs-outans. Toutefois, on n'en a pas encore retrouvé.